# Марково (городской округ Озёры)
Марково — деревня в городском округе Озёры Московской области России. Население — 37 чел. (2015).

## География
Расположена в центральной части района, примерно в 5 км к северу от центра города Озёры. В деревне 2 улицы — Горская и Холменская, зарегистрировано 3 садовых товарищества. Связана автобусным сообщением с районным центром. Ближайшие населённые пункты — деревни Варищи, Каменка и село Горы.

## История
В «Списке населённых мест» 1862 года Марково — казённая деревня 1-го стана Коломенского уезда Московской губернии на левом берегу реки Оки от впадения в неё реки Москвы, в 26 верстах от уездного города, при колодце, с 57 дворами и 339 жителями (151 мужчина, 188 женщин).
По данным на 1890 год входила в состав Горской волости Коломенского уезда, число душ составляло 210 человек.
В 1913 году — 63 двора.
По материалам Всесоюзной переписи населения 1926 года — центр Марковского сельсовета Горской волости, проживало 248 жителей (113 мужчин, 135 женщин), насчитывалось 56 крестьянских хозяйств.
С 1929 года — населённый пункт в составе Озёрского района Коломенского округа Московской области, с 1930-го, в связи с упразднением округа, — в составе Озёрского района Московской области.
В 1939 году Марковский сельсовет был упразднён, а деревня передана в Горский сельсовет.
1959—1969 — населённый пункт в составе Коломенского района.
С 1994 по 2006 год — деревня Горского сельского округа Озёрского района.

## Население
| 1852 | 1859 | 1890 | 1926 | 2002 | 2006 | 2010 |
| ---- | ---- | ---- | ---- | ---- | ---- | ---- |
| 371  | ↘339 | ↘210 | ↗248 | ↘37  | ↘28  | ↗29  |
| 2015 |      |      |      |      |      |      |
| ↗37  |      |      |      |      |      |      |